# Jag är en pilgrim här
Jag är en pilgrim här är en sång med text från 1835 av Thomas Rawson Taylor och musik från 1862 av Gustaf Lewenhaupt.  En svensk översättning gjordes 1860 av Lina Sandell-Berg, vilket inte anges i sångsamlingen Herde-Rösten, som utkom 1892. Där anger utgivaren Aug. Davis sig själv som kompositör.

## Publicerad i
- Sionstoner 1889 som nr 313
- Hemlandssånger 1891 som nr 442 under rubriken "Hoppet".
- Herde-Rösten 1892 som nr 602  med titeln "Pilgrimens sång" under rubriken "Pilgrimssånger".
- Svensk söndagsskolsångbok 1908 som nr 258 under rubriken "Hemlandssånger".
- Sionstoner 1935 som nr 631 under rubriken "Det kristna hoppet. Pilgrims- och hemlandssånger"
- Sions Sånger, 1981, som nummer 227 under rubriken "Längtan till hemlandet".
- Psalmer och Sånger 1987 som nr 720 under rubriken "Framtiden och hoppet - Pilgrimsvandringen".[1]
- Segertoner 1988 nr 645 under rubriken "Pilgrimsvandringen".